# 키어런 컬킨
키어런 카일 컬킨(영어: Kieran Kyle Culkin, 1982년 9월 30일~)은 미국의 배우이다. 배우 맥컬리 컬킨의 남동생이다. 형처럼 아역 배우로 활동을 시작해 영화 《나 홀로 집에》, 《신부의 아버지》 등에 출연했다. 2002년 영화 《이그비 고즈 다운》을 통해 골든 글로브상, 크리틱스 초이스 영화상 등에 후보로 오르면서 성인 배우로서도 가능성을 보여줬다. 2018년부터 HBO 드라마 《석세션》을 통해 호연을 보여주면서 프라임타임 에미상, 골든 글로브상에 후보로 올랐다. 영화 《리얼 페인》을 통해 아카데미 남우조연상을 수상했다.

## 출연 작품

### 영화
- 나 홀로 집에 -  풀러 맥콜리스터 역
- 나 홀로 집에 2 - 풀러 맥콜리스터 역
- 쉬즈 올 댓 - 사이먼 역
- 페이퍼맨 - 크리스토퍼 역
- 마가렛 - 폴 허시 역
- 마이티 - 케빈 딜론 역
- 무비 43 - 닐 역
- 위너독
- 노 서든 무브 - 찰리 역
- 리얼 페인 - 벤지 캐플란 역

### 텔레비전
- 피시는 사춘기 - 앤디 "피시" 트로트너 역
- 석세션 - 로먼 로이 역